# Eider Mendoza
Eider Mendoza Larrañaga (Azpeitia, Guipúzcoa, 16 de abril de 1974) es una economista y política española, actual diputada general de Guipúzcoa desde 2023. 
Actualmente es juntera de las Juntas Generales de Guipúzcoa. Anteriormente fue diputada del Parlamento vasco.
En la legislatura 2015-2019, fue nombrada presidenta de las Juntas Generales de Guipúzcoa.  Desde 2019, es la portavoz de la Diputación Foral de Guipúzcoa.
Es miembro de la ejecutiva del PNV en Fuenterrabía, y también estuvo afiliada a Euzko Gaztedi. Además de su actividad política, ha participado como tertuliana en varios programas de EiTB (Mezularia, Faktoria, Debatea, Egun on Euskadi). Asimismo, fue miembro de la asamblea de Kutxa, además de colaboradora en prensa escrita.

## Biografía
Eider Mendoza es hija de madre azcoitiana y padre azpeitiano. Mendoza nació en la localidad de Azpeitia, y vivió durante cuatro años en el barrio Etxe Alai de la localidad guipuzcoana. Sus padres la escolarizaron en el colegio de Jesuitinas. Cuando tenía cuatro años, se trasladaron a Fuenterrabía. De niña, cantó en el coro Eskifaia Txiki de Fuenterrabía. Su pasión por la política le venía de familia, en particular de su madre, y con 16 años se afilió a la organización juvenil jelzale EGI. 
En 1992, inicia sus estudios de Ciencias Empresariales en la Escuela Europea de Comercio de Burdeos (Francia) y en 1996 obtuvo su licenciatura con especialidad en Comercio Internacional.  Mientras cursaba sus estudios, realizó prácticas en empresas de España, Francia e Inglaterra. Antes de entrar en política, trabajó como comercial en una empresa de logística y transporte internacional de Irun, desde 1997 hasta 2001.  Desde 2001, permanece en situación de excedencia.

## Trayectoria política
Parlamentaria vasca (2001-2011)
En las elecciones al Parlamento Vasco de 2001, fue elegida parlamentaria por la lista de Guipúzcoa. Ha ejercido durante tres legislaturas como parlamentaria del grupo Nacionalistas Vascos, hasta 2011. Ejerció como coordinadora del grupo del PNV y portavoz del partido en materia de políticas sociales.
VII Legislatura (2001-2005)
Llegó al parlamento Vasco en sustitución de Idoia Zenarrutzabeitia. En su primera legislatura, fue miembro de las siguientes comisiones: Comisión de Industria, Comercio y Turismo; Comisión de Control Parlamentario de EiTB (en ambas sustituyendo a Bakartxo Tejeria); Comisión de Ordenación del Territorio, Transportes y Medio Ambiente; la Comisión de Trabajo y Asuntos Sociales (en ambas sustituyendo a Gema Gonzalez de Txabarri).
A lo largo de la legislatura, fue también miembro de la Comisión de Educación y Cultura y de la Comisión de Derechos Humanos y Solicitudes Ciudadanas, hasta que fue sustituida por Nerea Antia y Gema González de Txabarri, respectivamente.
VIII Legislatura (2005-2009)
Al inicio de la octava legislatura, fue parlamentaria del grupo Eusko Alkartasuna, hasta que pasó de nuevo al grupo del PNV en 2006. Durante dicha legislatura continuó como miembro de la Comisión de Industria, Comercio y Turismo, así como de la Comisión de Ordenación del Territorio, Transportes y Medio Ambiente. Fue asimismo miembro de la Comisión de Salud, sustituyendo a Xabier Agirre. Continuó siendo miembro de la Comisión de Trabajo y Asuntos Sociales, de la que posteriormente fue nombrada vicepresidenta. En dicho puesto, desempeñó un papel destacado tanto en la Ley de Apoyo a las Familias de 2008 como en la Ley de Servicios Sociales de 2008.
Asimismo, durante la VIII Legislatura perteneció a la comisión de investigación sobre las irregularidades detectadas en el Museo Balenciaga.
IX Legislatura (2009-2011)
En la IX Legislatura, fue miembro de la Comisión de Políticas Sociales, Trabajo e Igualdad, de la Comisión de Sanidad y Consumo, así como de la Comisión de Incompatibilidades. En junio de 2011, dejó de ser parlamentaria tras haber sido elegida juntera en las Juntas Generales de Guipúzcoa. Fue sustituida por Kerman Orbegozo en el parlamento.
Juntera de Guipúzcoa (2011-2019)
En las elecciones forales de 2011, se presentó en la lista del PNV por la circunscripción de Bidasoa-Oyarzun, y fue elegida juntera. Permaneció en dicho cargo hasta 2019 —en dos legislaturas—, y entre 2015-2019 fue presidenta de las Juntas Generales de Guipúzcoa.
Vicepresidenta de las Juntas Generales (2011-2015)
En la legislatura 2011-2015, fue nombrada vicepresidenta primera de la mesa de las Juntas Generales de Guipúzcoa. Durante aquella misma legislatura, fue asimismo vicepresidenta de la Comisión de Solicitudes y Relaciones Ciudadanas, de la Comisión de Futuro, de la Comisión de Instituciones, Gobierno y Normativa, así como de la Comisión de Estudio sobre bebés robados y adopciones irregulares. Fue portavoz de la Comisión de Política Social.
Perteneció a varias comisiones: la Comisión de Medio Ambiente y Ordenación del Territorio; la Comisión de Movilidad e Infraestructuras Viarias; la Comisión de Seguimiento para la Evaluación del Impacto de Género del Presupuesto de las Juntas Generales de Guipúzcoa para el año 2012; el Grupo Ponente sobre la Paz; la Comisión de Hacienda y Finanzas; el Grupo Ponente de la Comisión de Instituciones, Gobierno y Normativa; la Comisión de Investigación sobre la querella interpuesta por la Diputación Foral de Guipúzcoa en el Juzgado de Azpeitia; y la Comisión de Desarrollo Territorial. 
Se ocupó asimismo de la coordinación del grupo del PNV y ejerció la portavocía del partido en asuntos vinculados a las políticas sociales.
Presidenta de las Juntas Generales (2015-2019)
En las elecciones forales de 2015, el PNV se hizo con la Diputación Foral de Guipúzcoa y Mendoza fue investida presidenta de las Juntas Generales de Guipúzcoa. Durante dicha legislatura, fue también presidenta de la Comisión de Solicitudes y Relaciones Ciudadanas, de la Comisión de Instituciones, Gobierno y Normativa, y de la Ponencia para introducir cambios en el Reglamento de las Juntas Generales de Guipúzcoa. 
Diputación Foral de Guipúzcoa (2019-)
En las elecciones forales de 2019, fue presentada por el PNV como candidata a repetir la presidencia de las Juntas Generales de Guipúzcoa, y volvió a ser elegida juntera. Sin embargo, pasó a formar parte del gobierno foral y fue sustituida por Elixabete Murua en las Juntas Generales de Guipúzcoa.  Desde 2019, es diputada de Gobernanza y portavoz foral.  En noviembre de 2020, el diputado general Markel Olano reestructuró el gobierno foral y nombró a Mendoza primera teniente de diputada general. 
Tratándose de la última legislatura de Olano, este nombramiento aumentó el protagonismo de Mendoza en el gobierno foral, y algunos medios de comunicación divulgaron la idea de que podría ser su sucesora. En otoño de 2022, a punto de iniciarse el proceso interno del PNV para designar las candidaturas para las próximas elecciones de mayo, el nombre de Mendoza cobró fuerza en los medios de comunicación. El 25 de octubre se dio a conocer que Mendoza sería el nombre que el Gipuzko Buru Batzar propondría a las bases del partido como candidata a diputada general de Guipúzcoa. El 2 de diciembre de 2022, los miembros del partido aprobaron por unanimidad su candidatura. Se convirtió así en la primera mujer presentada por el PNV para este cargo.

## Vida personal
Reside en Fuenterrabía. Su marido es natural de San Juan de Luz; se conocieron en la universidad y contrajeron matrimonio en el verano de 1999. La pareja tiene una hija y tres hijos.  Es asimismo miembro de Hirukide, la Federación de Asociaciones de Familias Numerosas de Euskadi. 

## Elecciones disputadas
| Elecciones disputadas por Eider Mendoza |             |                            |                 |                  |           |
| Elecciones | Candidatura | Candidatura                | Distrito        | Puesto           | Resultado |
| Elecciones al Parlamento Vasco de 1998 |             | Partido Nacionalista Vasco | Guipúzcoa       | Suplente tercera | No electa |
| Elecciones municipales de 1999 |             | PNV                        | Fuenterrabía    | 15ª (de 17)      | No electa |
| Elecciones al Parlamento Vasco de 2001 |             | EAJ-EA                     | Guipúzcoa       | 16ª (de 25)      | No electa |
| Elecciones municipales de 2003 |             | EAJ-EA                     | Fuenterrabía    | Suplente primera | No electa |
| Elecciones al Parlamento Vasco de 2005 |             | EAJ-EA                     | Guipúzcoa       | 10ª (de 25)      | Electa    |
| Elecciones al Parlamento Vasco de 2009 |             | PNV                        | Guipúzcoa       | 5ª (de 25)       | Electa    |
| Elecciones forales de Guipúzcoa de 2011 |             | PNV                        | Bidasoa-Oyarzun | 1ª (de 25)       | Electa    |
| Elecciones forales de Guipúzcoa de 2015 |             | PNV                        | Bidasoa-Oyarzun | 1ª (de 25)       | Electa    |
| Elecciones forales de Guipúzcoa de 2019 |             | PNV                        | Bidasoa-Oyarzun | 1ª (de 25)       | Electa    |
| Elecciones forales de Guipúzcoa de 2023 |             | PNV                        | Bidasoa-Oyarzun | 1ª (de 25)       | Electa    |
| a) Fue nombrada parlamentaria vasca en octubre de 2001, sustituyendo a Idoia Zenarruzabeitia. b) En junio de 2011, abandona el Parlamento Vasco, debido a que fue elegida juntera en las Juntas Generales de Guipúzcoa. c) En julio de 2019, deja de ser juntera, tras haber sido elegida para formar parte del gobierno foral. |             |                            |                 |                  |           |

| Predecesor: Markel Olano Arrese          | Diputada General de Guipúzcoa 2023-Actualidad             | Sucesor: En el cargo                |
| Predecesor: Lohitzune Txarola Gurrutxaga | Presidente de las Juntas Generales de Guipúzcoa 2015-2019 | Sucesor: Xabier Ezeizabarrena Saenz |